# Dessonornis macclounii
Dessonornis macclounii är en fågelart i familjen flugsnappare inom ordningen tättingar. Den betraktas oftast som underart till sotsnårskvätta (Dessonornis anomalus), men urskiljs sedan 2016 som egen art av Birdlife International och IUCN. Den kategoriseras av IUCN som livskraftig.
Fågeln delas in i två underarter med följande utbredning:
- D. m. grotei – östra och södra Tanzania (bergsområdena Ukaguru och Uluguru Mts till Udzungwabergen samt vidare söderut till Njombe och Songea)
- D. m. macclounii – sydvästra Tanzania (Tukuyu), norra Malawi (Nyika– och Viphyaplatåerna) samt närliggande nordöstra Zambia